# Bezirk Husiatyn
Bezirk Husiatyn – dawny powiat (Bezirk) kraju koronnego Królestwo Galicji i Lodomerii, funkcjonujący w latach 1854–1867. Siedzibą starostwa było miasteczko Husiatyn.

## Historia
Bezirk Husiatyn utworzono w ramach reformy uwłaszczeniowej z okresu Wiosny Ludów (1848–1849), która likwidowała jurysdykcję właściciela ziemskiego nad poddanymi. W Galicji, dominium – jako podstawowa jednostka administracyjna i filar systemu feudalnego straciło rację bytu. Konieczne stało się zatem wprowadzenie nowego systemu administracyjnego, którego zręby powstały w latach 1851–1855. Nowy trójstopniowy podział administracyjny objął 21 cyrkułów (niem. Kreise), 179 małych powiatów (niem. Bezirke) i ponad 6000 gmin (niem. Gemeinde).
Bezirk Husiatyn objął obszar o wielkości 6,6 mil², zamieszkany przez 24.050 ludzi i podzielony na 29 gmin katastralnych, w tym dwa miasteczka (Husiatyn i Probużna). Wszedł w skład cyrkułu czortkowskiego, jako jeden z jego dziewięciu powiatów. Od wschodu, poprzez Zbrucz, graniczył z Imperium Rosyjskim. Na południowym zachodzie powiat posiadał eksklawę (stanowiła ją gminą Zalesie), położoną wewnątrz Bezirk Czortków i od południa graniczącą z Bezirk Borszczów. Na samym południu, gmina Siekierzyńce wrzynała się długą i wąską odnogą w głąb Bezirk Borszczów.
Po nadaniu Galicji autonomii oraz powołaniu samorządu gminnego i powiatowego w 1865 zlikwidowano cyrkuły (Kreise). Dotychczasowe małe powiaty (Bezirke) w liczbie 179, utrzymały się do 1867 roku, kiedy to w następstwie kolejnej reformy administracyjnej (23 stycznia 1867) zostały zastąpione przez 74 większych powiatów. Obszar zniesionego Bezirk Husiatyn wszedł wtedy prawie w całości w skład nowego powiatu husiatyńskiego; jedynie zeksklawizowaną gminę Zalesie włączono do nowego powiatu czortkowskiego. 1 lipca 1925 powiat husiatyński przekształcono w powiat kopyczyniecki.

## Podział administracyjny (1854)
| Lp. | Gmina jednostkowa                      | Powierzchnia | Ludność | Powiat w 1867 po zniesieniu |
| --- | -------------------------------------- | ------------ | ------- | --------------------------- |
| 1   | Husiatyn (m)                           | 2462         | 1959    | husiatyński                 |
| 2   | Olchowczyk                             | 1936         | 688     | husiatyński                 |
| 3   | Horodnica z Seńkowcami i Wojewodyńcami | 6001         | 1655    | husiatyński                 |
| 4   | Liczkowce                              | 6025         | 1307    | husiatyński                 |
| 5   | Trybuchowce                            | 6025         | 974     | husiatyński                 |
| 6   | Samołuskowce                           | 2082         | 916     | husiatyński                 |
| 7   | Czabarówka                             | 3480         | 1200    | husiatyński                 |
| 8   | Wasylkowce                             | 3738         | 1589    | husiatyński                 |
| 9   | Suchodół                               | 1315         | 402     | husiatyński                 |
| 10  | Bednarówka                             | 1315         | 110     | husiatyński                 |
| 11  | Trojanówka                             | 1315         | 173     | husiatyński                 |
| 12  | Szydłowce                              | 800          | 656     | husiatyński                 |
| 13  | Sidorów                                | 5140         | 1087    | husiatyński                 |
| 14  | Wasylków                               | 1372         | 538     | husiatyński                 |
| 15  | Oparszczyzna                           | 2203         | 264     | husiatyński                 |
| 16  | Krzyweńkie                             | 2203         | 563     | husiatyński                 |
| 17  | Zielona                                | 406          | 470     | husiatyński                 |
| 18  | Kociubińczyki                          | 3454         | 874     | husiatyński                 |
| 19  | Siekierzyńce                           | 251          | 633     | husiatyński                 |
| 20  | Bosyry                                 | 2676         | 541     | husiatyński                 |
| 21  | Czarnokońce Wielkie                    | 6363         | 1588    | husiatyński                 |
| 22  | Czarnokońce Małe                       | 1916         | 529     | husiatyński                 |
| 23  | Nowostawce                             | 1916         | 117     | husiatyński                 |
| 24  | Słobódka                               | 1916         | 231     | husiatyński                 |
| 25  | Czarnokoniecka Wola                    | 1601         | 478     | husiatyński                 |
| 26  | Probużna (m)                           | 2983         | 1458    | husiatyński                 |
| 27  | Hryńkowce                              | 1201         | 559     | husiatyński                 |
| 28  | Zalesie                                | 4407         | 1312    | czortkowski                 |
| 29  | Tłusteńkie                             | 4050         | 1179    | husiatyński                 |

Objaśnienie:
(M) = miasto; (m) = miasteczko